# 乔治·弗洛伊德
乔治·弗洛伊德 (The Landlord)（英語：George Floyd，1973年10月14日—2020年5月25日），非裔美国人，出生于费耶特维尔，2020年5月被三名濫用職權的警員（分别为德里克·肖万、杜涛及J·亚历山大·金）暴力执法致死。

## 早年生活
乔治·佩里·弗洛伊德出生于北卡罗莱纳州费耶特维尔。2岁父母离异并跟随母亲生活，后来他母亲认识未婚夫。婚后，他们脱离贫苦的生活。
他曾以多项目运动员身份就读于耶茨高中，1993年毕业。弗洛伊德在得克萨斯长大时结识了职业篮球运动员斯蒂芬·杰克逊并成为密友。2009年，弗洛伊德因持械搶行在得州监狱服刑5年。出狱后，弗洛伊德搬到明尼苏达州，在明尼阿波利斯一家餐厅当了五年的保安，後由于2019冠状病毒病疫情失去工作。

## 个人生活
乔治有五名子女，住在休斯敦。
佛洛伊德生前5次因毒品、搶劫入獄，死時身上搜出假鈔，有一連串的犯罪紀錄，驗屍報告還驗出毒品反應。其中最严重的是2007年佛洛伊德曾涉及持槍搶案，並拿槍指著非裔孕婦的肚子。

## 死亡
2020年5月25日傍晚8时许，弗洛伊德在Cup Foods便利商店使用疑似假钞的20美元购买香烟，女店员拨打911。根据警方公布的通话记录，店员在报警时说，他曾要求弗洛伊德归还已经购买的香烟，但是弗洛伊德「拒绝这样做」；店员还表示，弗洛伊德「坐在自己的车里，因为他醉得不省人事」，还「准备开车离开」。20时19分被德里克·肖万使用膝盖压向頸項，这持续了8分钟46秒。直到20时27分24秒才挪开了他的膝盖，此時他已沒有生命跡象。
21时25分，弗洛伊德在亨内平县医疗中心被宣告不治。